# Aq (digramme)
Cette page contient des caractères spéciaux ou non latins. S’ils s’affichent mal (▯, ?, etc.), consultez la page d’aide Unicode.
Pour les articles homonymes, voir AQ.
Aq (minuscule aq) est un digramme de l'alphabet latin composé d'un A et d'un Q.

## Linguistique
- En !xóõ, le digramme « aq » correspond généralement au phonème [aˤ].

## Représentation informatique
Comme la majorité des digrammes, il n'existe aucun encodage de Aq sous un seul signe, il est toujours réalisé en accolant un A et un Q.